# ФК Милвол
Фудбалски клуб Милвол (енгл. Millwall Football Club) је енглески фудбалски клуб који се такмичи у Чемпионшипу. Седиште клуба је у Бермондсију, у југоисточном Лондону. Играју на Ден стадиону (енгл. The Den). Надимак им је „Лавови“, а пре су се звали „Докери“ („Лучки радници“, енгл. The Dockers). Надимак су променили 1900. када су дошли до полуфинала ФА купа. Тада су усвојили и нови амблем са нацртаним лавом.
До полуфинала купа су такође стигли 1903. и 1937. године. Те године је Милвол био први клуб који је из треће дивизије дошао до четири најбоље екипе. 
Традиционални дресови Милвола се састоје од плаве мајице, белих шортсева и плавих штуцни.